# Aorachun Changmoung
Aorachun Changmoung (thailändisch อรชุน ช่างม่วง; * 24. August 2000), auch als Shirt bekannt, ist ein thailändischer Fußballspieler.

## Karriere
Aorachun Changmoung erlernte das Fußballspielen in der Schulmannschaft der Suanpa Kao Cha-Ang School. Bis Mitte 2020 stand er bei Muangthong United unter Vertrag. Der Verein aus Pak Kret, einem nördlichen Vorort der Hauptstadt Bangkok, spielte in der ersten Liga, der Thai League. Am 1. Juli 2020 unterschrieb er einen Vertrag beim Udon Thani FC. Mit dem Verein aus Udon Thani spielte er in der zweiten Liga, der Thai League 2. Sein Zweitligadebüt gab er am 13. September 2020 gegen den Khon Kaen FC. Hier wurde er in der 83. Minute für Saranyu Plangwal eingewechselt. Nach der Ausleihe kehrte er am 1. Juni 2021 zu Muangthong zurück. Ende August 2021 wechselte er erneut auf Leihbasis zum Zweitligisten Ayutthaya United FC. Für Ayutthaya bestritt er fünf Zweitligaspiele. Nach der Ausleihe kehrte er zu Muangthong zurück. Hier wurde sein Vertrag jedoch nicht verlängert. Im September 2022 unterschrieb er einen Vertrag beim Drittligisten Nan FC. Mit dem Verein aus Nan spielte er 17-mal in der Northern Region der Liga. Nach einer Saison wechselte er im Sommer 2023 in den Süden von Thailand. Hier nahm ihn der in der Southern Region spielende FC Yala unter Vertrag. Für den Verein aus Yala bestritt er 18 Ligaspiele. Nach einer Spielzeit wechselte er im Juli 2024 zum ebenfalls in der Southern Region spielenden Muangtrang United FC.